# Železniční trať Olbramovice–Sedlčany
Železniční trať Olbramovice–Sedlčany (v jízdním řádu pro cestující označená jako část trati 223) je jednokolejná regionální trať. Provoz na trati byl zahájen v roce 1894. 

## Osobní doprava
Pravidelný provoz osobních vlaků na dráze zajišťovaly od roku 1918 Československé státní dráhy, v období Protektorátu BMB, od roku 1993 České dráhy a kolem poloviny 90. let 20. století údajně soukromá Středočeská železniční společnost s.r.o. Po roce 1950 byl ukončen parní provoz a osobní vlaky jsou vedeny motorovými vozy.
Od prosince 2016 se trať stala součástí pražské a středočeské integrované dopravy „Esko“ pod číslem 98, v Olbramovicích s vazbou na vlaky a rychlíky do Benešova (Prahy) a Tábora (Českých Budějovic).
Od prosince 2022 byla linka S98 prodloužena a přímé motorové vlaky ze Sedlčany vyrazil po čtvrtém koridoru až do Benešova. Jelikož jízdní řád obsahuje až 15 párů vlaků denně, musejí se protijedoucí vlaky na jednokolejném úseku křižovat v dopravně D3 Štětkovice.

## Navazující tratě

### Olbramovice
- Železniční trať Praha – České Budějovice

## Stanice a zastávky

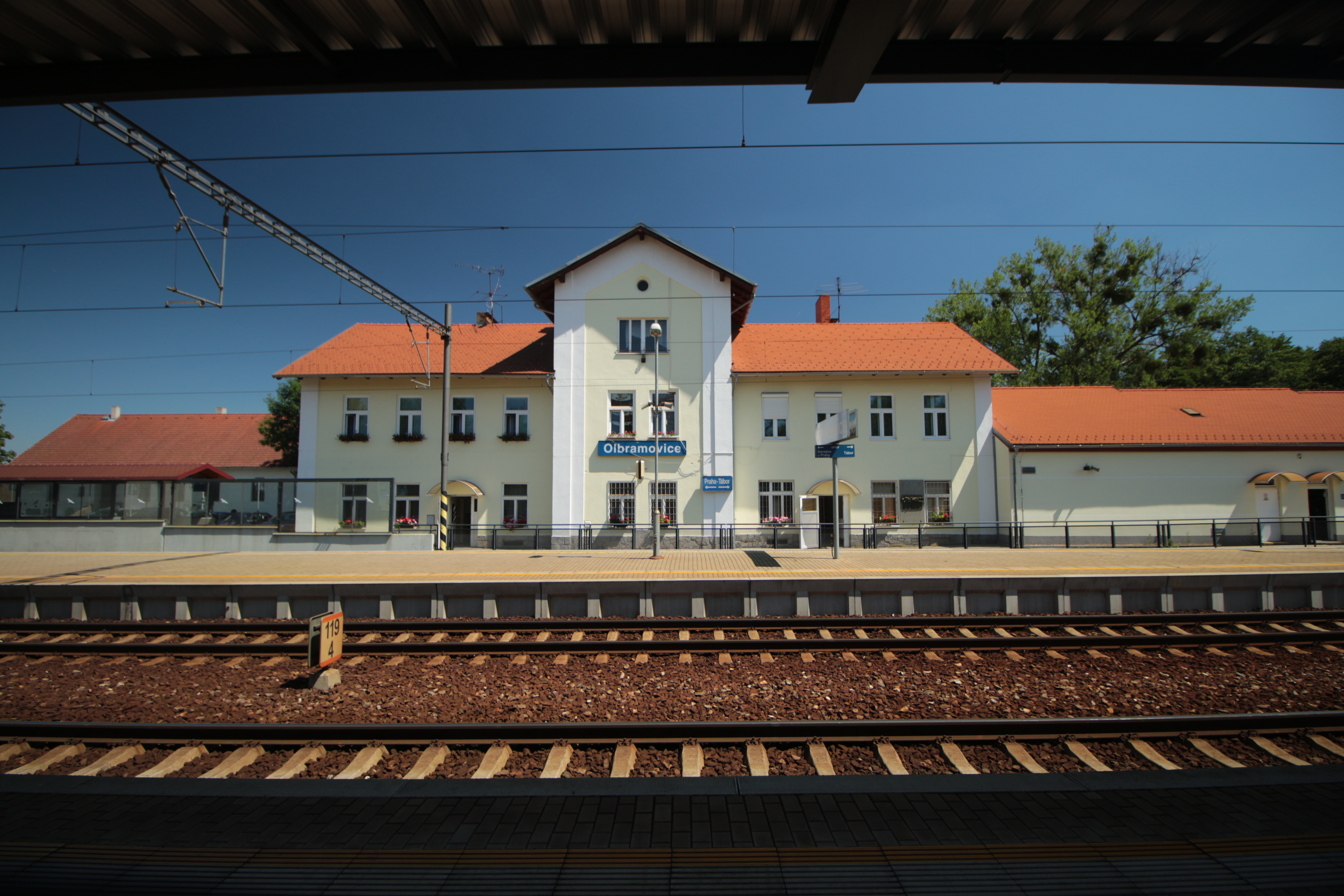
Olbramovice
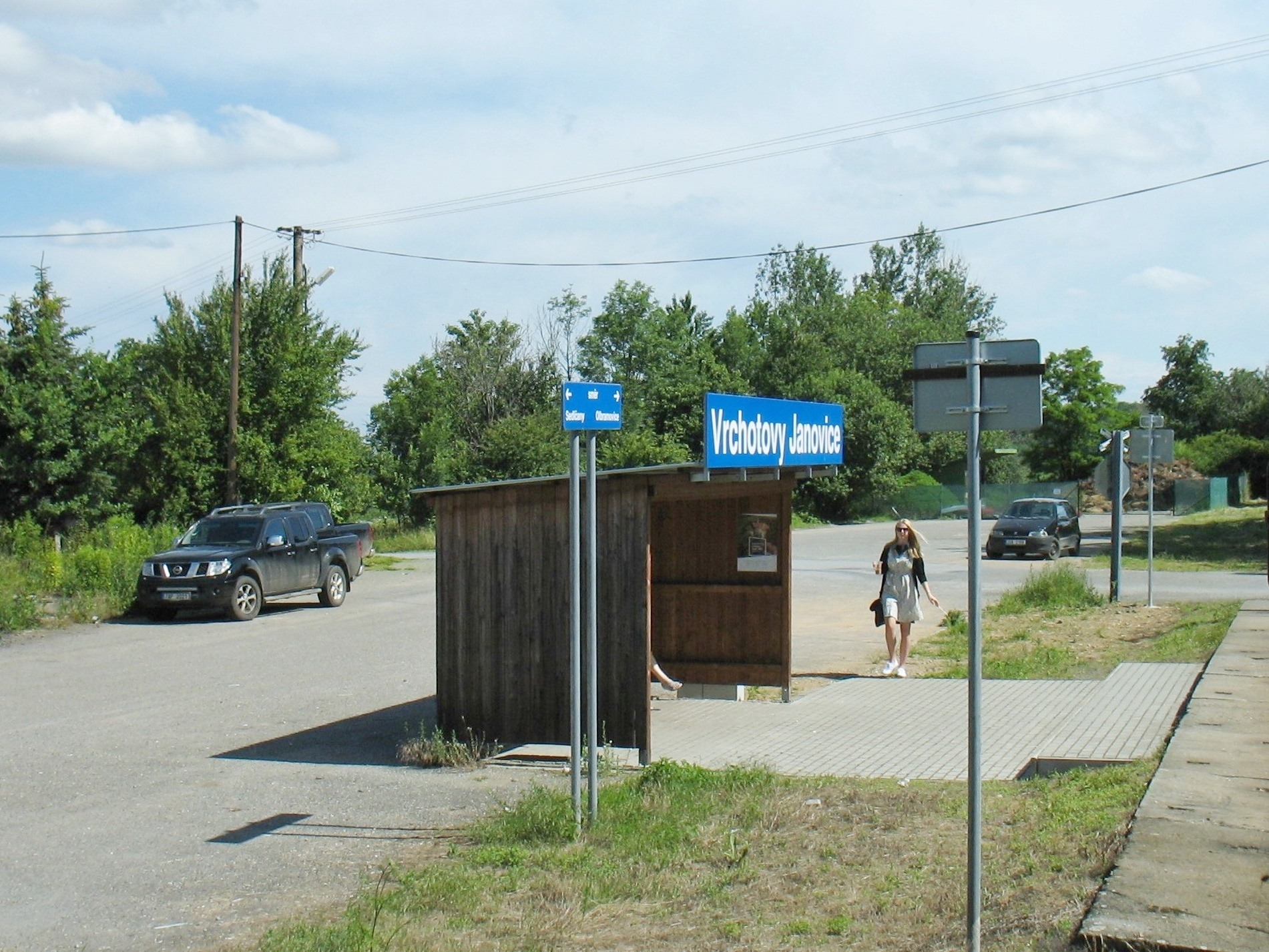
Vrchotovy Janovice
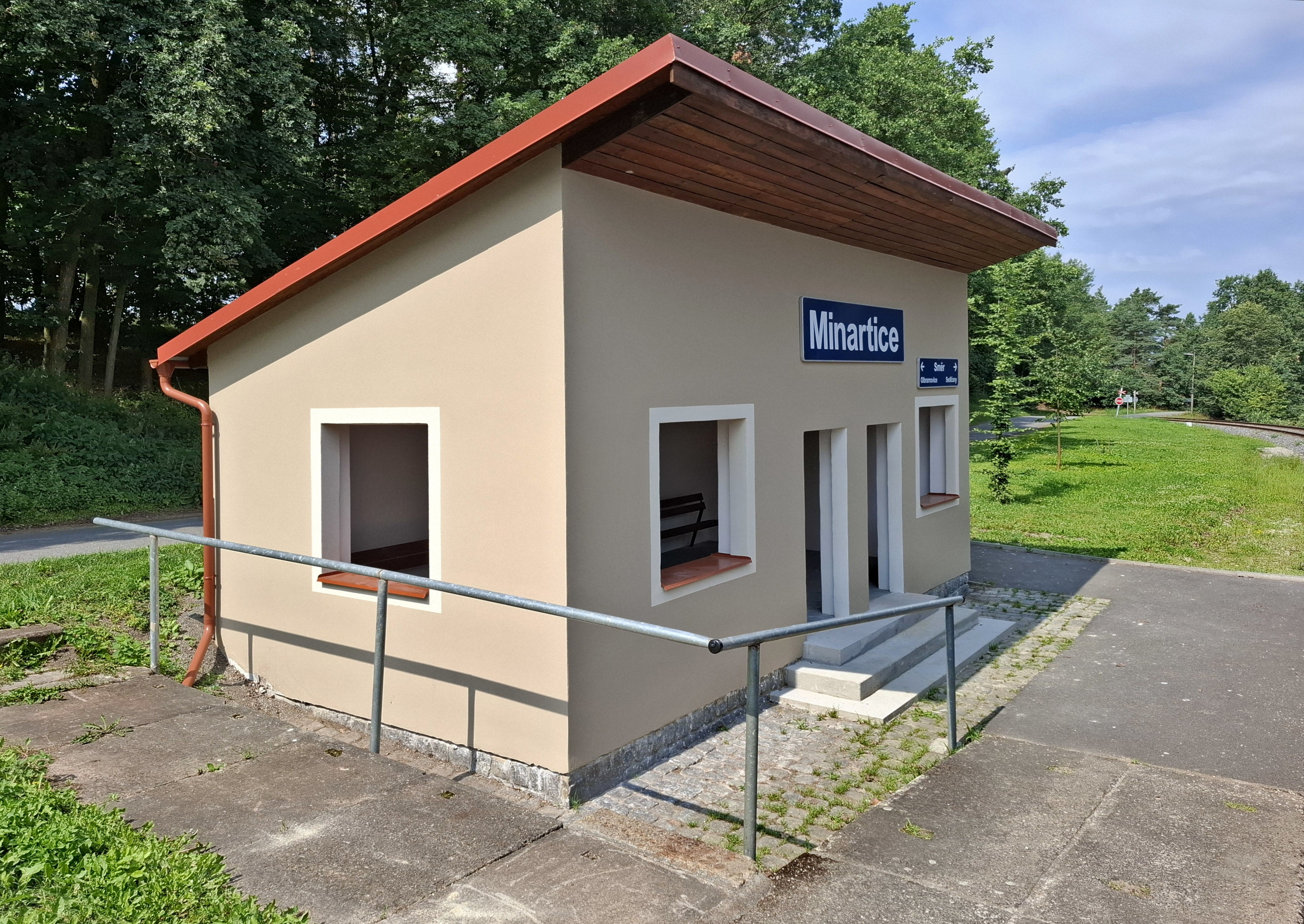
Vojkov
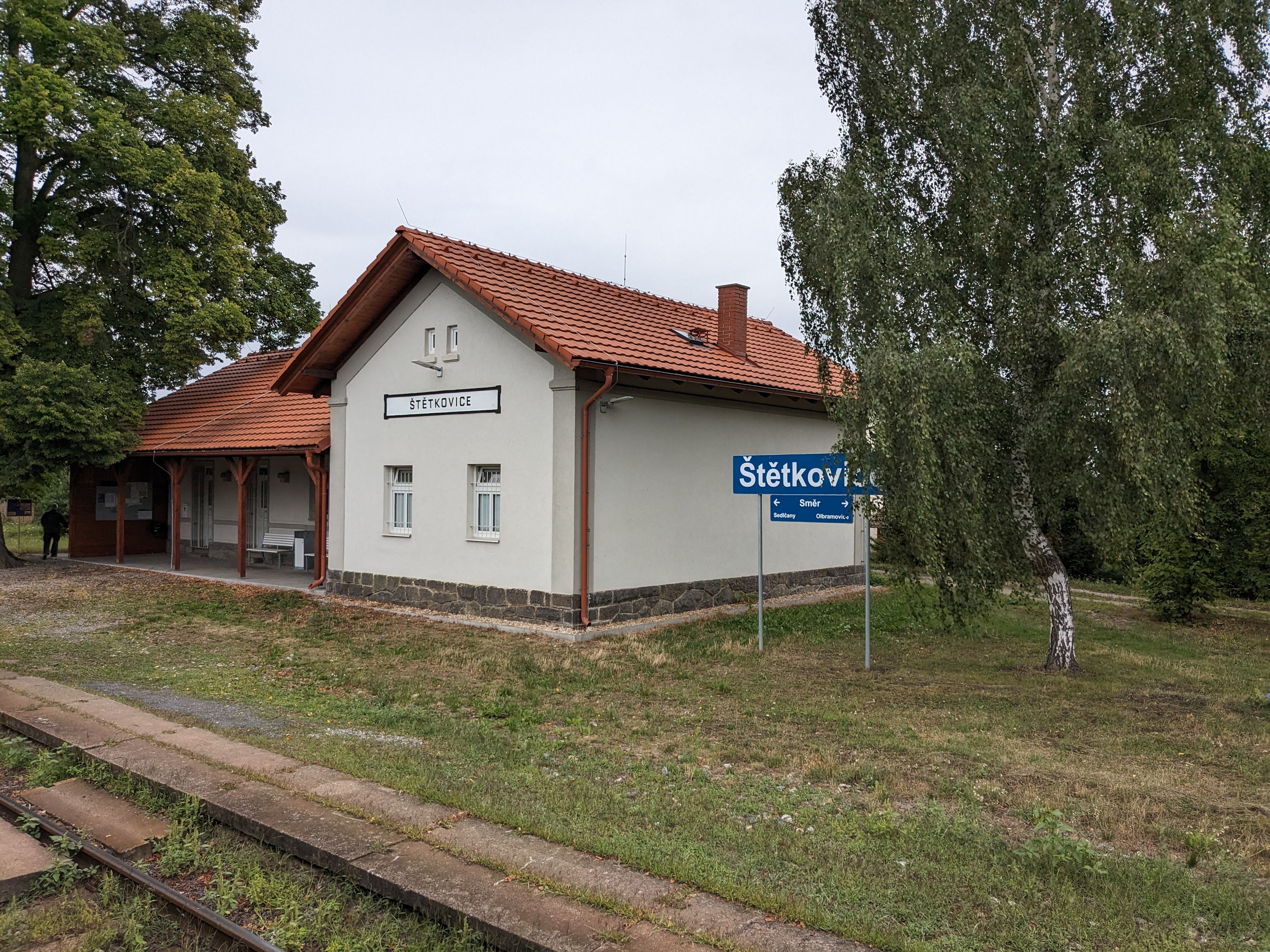
Štětkovice
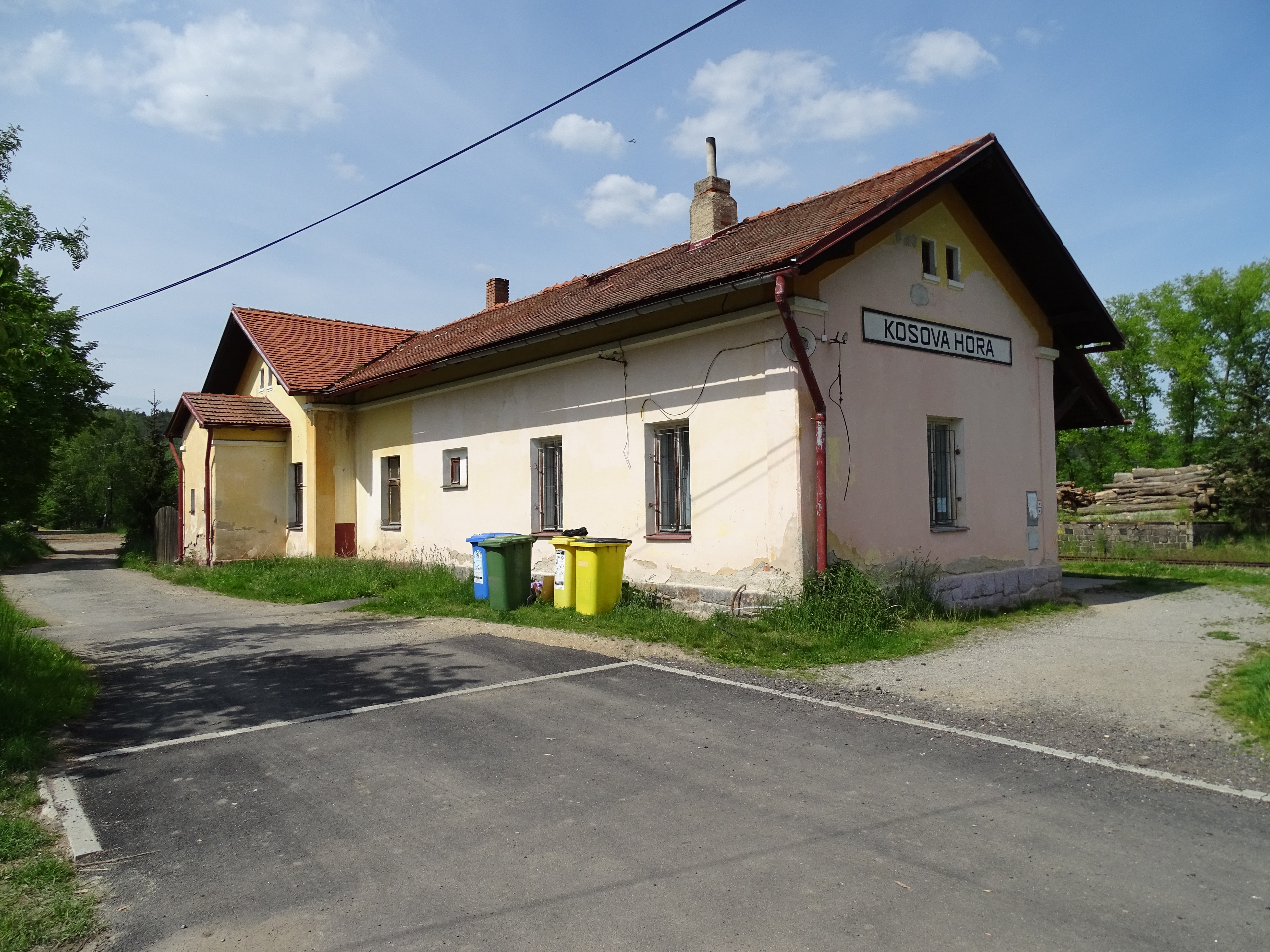
Kosova Hora
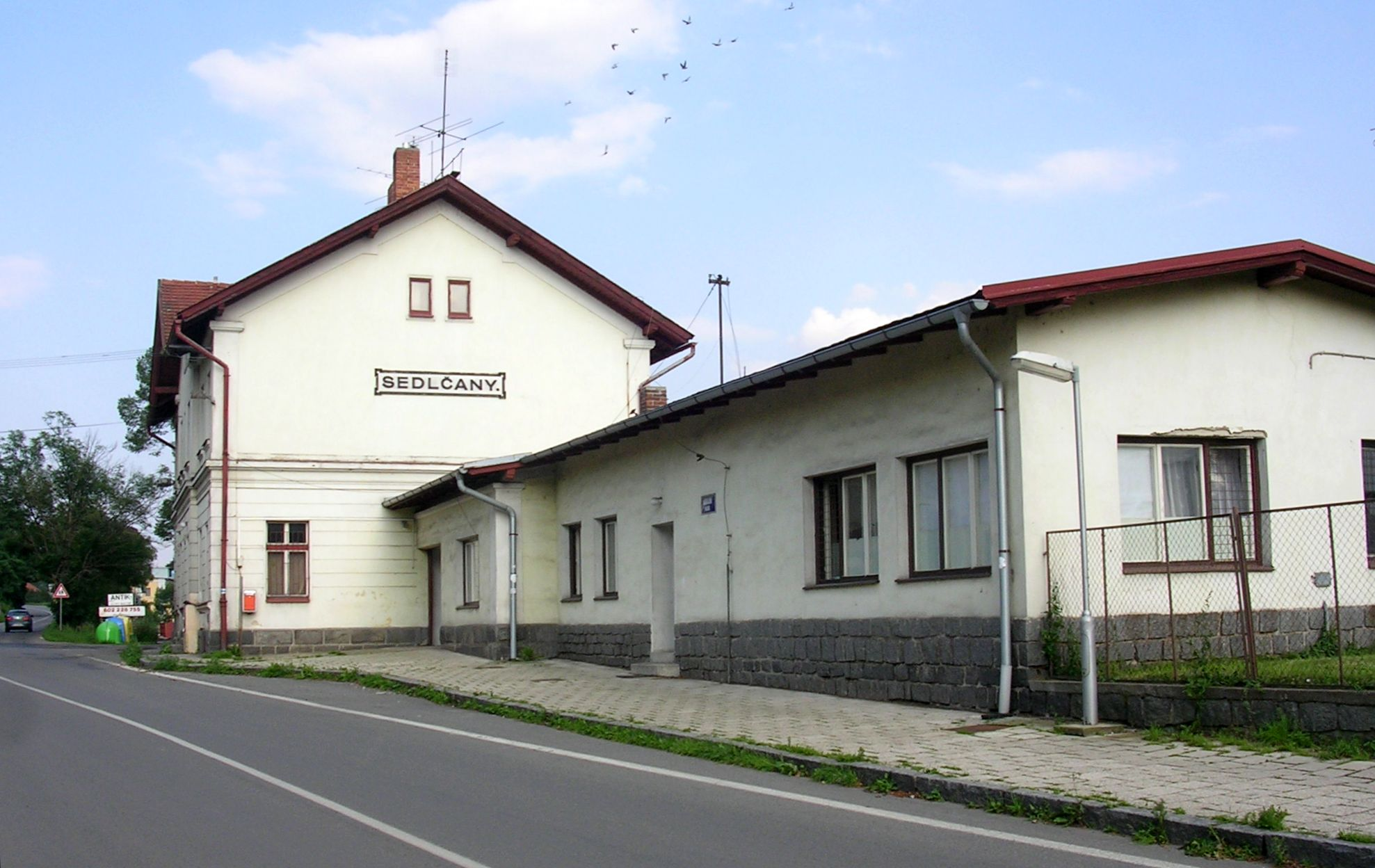
Sedlčany